# Gunter Steinbach
Gunter Steinbach (* 30. Mai 1938 im Allgäu; † 14. August 2002) war ein deutscher Sachbuchautor für Natur- und Kinderbücher und Herausgeber einer Naturführerreihe.

## Leben
Er wuchs in der Nähe des Alpsees bei Immenstadt im Allgäu auf und 1979 kaufte einen Hof bei Oberreute-Irsengund. 1992 gab er die Landwirtschaft auf bzw. übergab diese. Nach einer Schriftsetzerlehre studierte er an der Hochschule für Bildende Künste Hamburg.
Steinbach hatte 1985 die "Aktion Ameise" gegründet. Das Motto der Aktion war "Wir tun was..."
Sein Schwerpunkt waren Veröffentlichungen zum Themenkreis Natur, ferner war er biologischer Gartenbauer und widmete sich artgerechter Tierhaltung. Als engagierter Naturschützer beteiligte er sich an Aktionen auch außerhalb der damaligen Bundesrepublik.
Er hatte eine Tochter.

## Werke (Auswahl)
Steinbach verfasste mehrere Dutzend Bücher und gab zahlreiche Natursachbücher heraus. Sein Lebenswerk war die 34-bändige Reihe Steinbachs Natur- und Biotopführer, von denen schon 1994 über 2,5 Mio. Exemplare verkauft waren. Die folgende Werkliste stellt nur einen Auszug dar:
- mit Jan Mraz: Eins...zwei...drei...schon kannst du zählen: Zahlengeschichten von 1 bis 10. Delphin Verlag, Stuttgart; Zürich 1974, ISBN 3-7735-4975-X.
- Black Beauty: Die Geschichte eines schwarzen Hengstes. Hoch Verlag, Düsseldorf 1975, ISBN 3-7779-0196-2.
- Wunderwelt der Tiere: Geheimnis und Abenteuer. Artus Verlag, München 1976.
- Black Beauty und das weisse Pony. Hoch Verlag, Düsseldorf 1976, ISBN 3-7779-0205-5.
- Mehr Freude am Garten. Bosch, Leinfelden 1977.
- Unsere Welt: Mensch, Natur, Technik; das bunte Bilder- und Bildungsbuch. Bertelsmann, München 1978, ISBN 3-570-01025-2.
- mit Franz Schmid: Ungezähmt in Wald und Flur: Begegnung mit den Wildtieren unserer Heimat. Schweizer Verlagshaus, Zürich 1978, ISBN 3-7263-6212-6.
- Der Start: Ratgeber für junge Leute. Commerzbank, Frankfurt am Main 1978.
- Das Schöpfungs-Karusell: Kreisläufe erhalten das Leben. Meyster, Wien; München 1979, ISBN 3-7057-2005-8.
- Die Pferde. Deutscher Bücherbund, Stuttgart; Hamburg; München 1979.
- Das Krüger-Buch der Pferde. Krüger-Verlag, Frankfurt am Main 1979, ISBN 3-8105-1902-2.
- Die Welt der Eulen. Hoffmann und Campe, Hamburg 1980, ISBN 3-455-08839-2.
- Der Gemüse-Garten. Heyne Verlag, München 1980, ISBN 3-453-41346-6.
- Der Blumengarten. Heyne Verlag, München 1980, ISBN 3-453-41356-3.
- Der biologische Obstgarten. Heyne Verlag, München 1980, ISBN 3-453-41375-X.
- Ziergehölze. Heyne Verlag, München 1981, ISBN 3-453-41408-X.
- Vögel unserer Heimat. Thienemann Verlag, Stuttgart 1981, ISBN 3-522-13420-6.
- mit Ina und Walter Etschmann: Unser Bauernhof. Pestalozzi-Verlag, Erlangen 1981, ISBN 3-87624-336-X.
- Matt und Jenny: Abenteuer im Ahornland. Hoch Verlag, Düsseldorf 1981, ISBN 3-7779-0283-7.
- Die Blumen unserer Heimat. Deutscher Bücherbund, Stuttgart; Hamburg; München 1981.
- mit Fritz Wendler: Tiere zeichnen: Ein Lernweg in 12 Lektionen. Hörnemann, Bonn-Röttgen 1982, ISBN 3-87384-472-9.
- Der biologische Rosengarten. Heyne Verlag, München 1982, ISBN 3-453-41469-1.
- Der Berg lebt: Streifzüge durch die Natur. Herder Verlag, Freiburg im Breisgau; Basel; Wien 1982, ISBN 3-451-19155-5.
- Wildblumen unserer Heimat. Deutscher Bücherbund, Stuttgart; Hamburg; München 1982.
- mit Fritz Wendler: Steinbachs Naturführer: Wasservögel. Mosaik Verlag, München 1982, ISBN 3-570-01161-5.
- mit Fritz Wendler: Steinbachs Naturführer: Landvögel. Mosaik Verlag, München 1982, ISBN 3-570-01160-7.
- Der biologische Nährgarten: Gemüse und Obst naturnah angebaut. Nymphenburger Verlagshandlung, München 1983, ISBN 3-485-01867-8.
- Naturraum Bergwelt. Meyster, München 1983, ISBN 3-8131-8009-3.
- mit Monika Hänel und Jürke Grau: Steinbachs Naturführer: Beeren, Wildgemüse, Heilkräuter. Mosaik Verlag, München 1983, ISBN 3-570-01183-6.
- Pflanzen zeichnen: Ein Lernweg in 12 Lektionen. Hörnemann, Bonn 1984, ISBN 3-87384-473-7.
- Natürlich konservieren. Heyne Verlag, München 1984, ISBN 3-453-41586-8.
- Das grosse biologische Gartenbuch: Gemüsegarten, Obstgarten, Blumengarten. Heyne Verlag, München 1984, ISBN 3-453-37002-3.
- mit Markus Bolliger und Hans Held: Steinbachs Naturführer: Strauchgehölze. Mosaik Verlag, München 1985, ISBN 3-570-01211-5.
- Wir tun was für eine umweltbewusste Lebensweise. F. Schneider, München 1986, ISBN 3-505-09252-5.
- Das Mosaik-Lexikon der Nutzpflanzen: Der Gemüse-, Kräuter- und Obstgarten in über 250 farbigen Pflanzenporträts. Mosaik Verlag, München 1986, ISBN 3-570-01323-5.
- Pflanzen des Mittelmeerraums. Bertelsmann, München 1987.
- mit Werner Zepf: Zauberwelt der Schmetterlinge. Stürtz Verlag, Würzburg 1988, ISBN 3-8003-0316-7.
- mit Einhard Bezzel: Werkbuch Naturschutz: Selbstbau-Anleitungen für den Vogel-, Fledermaus-, Kleinsäuger-, Igel-, Lurch-, Eidechsen- und Insektenschutz. Franckh, Stuttgart 1988, ISBN 3-440-05925-1.
- Unser Wald: Kinder erleben die Tiere und Pflanzen des Waldes. Delphin Verlag, München 1989, ISBN 3-7735-5440-0.
- Der biologische Nutzgarten: Gemüse und Obst naturnah angebaut. Pawlak, Herrsching 1989, ISBN 3-88199-584-6.
- Unsere Haustiere: Kinder leben mit kleinen und grossen Tieren. Delphin Verlag, Köln 1990, ISBN 3-7735-5483-4.
- Unsere Berge: Kinder erleben Natur im Gebirge. Delphin Verlag, München 1990, ISBN 3-7735-5469-9.
- Unser Meer: Kinder erleben die Nordsee und die Ostsee. Delphin Verlag, Köln 1990, ISBN 3-7735-5406-0.
- mit Uta Schmitt: Ein Tag auf dem Bauernhof: Ein Sachbilderbuch. Maier Verlag, Ravensburg 1990, ISBN 3-473-33511-8.
- mit Einhard Bezzel: Wir tun was...für unsere Singvögel. Franckh-Kosmos, Stuttgart 1990, ISBN 3-440-06088-8.
- mit Georg Meister: Wir tun was...für naturnahe Wälder. Franckh-Kosmos, Stuttgart 1990, ISBN 3-440-06092-6.
- mit Bruno P. Kremer: Wir tun was...für naturnahe Gewässer. Franckh-Kosmos, Stuttgart 1990, ISBN 3-440-06096-9.
- mit Josef H. Reichholf: Wir tun was...für kleine Säugetiere. Franckh-Kosmos, Stuttgart 1990, ISBN 3-440-06091-8.
- mit Marianne Golte-Bechtle: Wir tun was...für Greifvögel und Eulen. Franckh-Kosmos, Stuttgart 1990, ISBN 3-440-06094-2.
- mit Monika Neumeier: Wir tun was...für die Igel. Franckh-Kosmos, Stuttgart 1990, ISBN 3-440-06090-X.
- mit Klaus Janke und Fritz Wendler: Meere und Küsten: Zur Ökologie mariner Lebensräume Europas. Mosaik Verlag, München 1990, ISBN 3-570-08552-X.
- mit Josef H. Reichholf: Wir tun was...für Schmetterlinge. Franckh-Kosmos, Stuttgart 1991, ISBN 3-440-06089-6.
- mit Michael Lohmann: Wir tun was...für naturnahe Gärten. Franckh-Kosmos, Stuttgart 1991, ISBN 3-440-06097-7.
- mit Klaus Richarz: Wir tun was...für mehr Natur in Dorf und Stadt. Franckh-Kosmos, Stuttgart 1991, ISBN 3-440-06101-9.
- mit Michael Lohmann: Wir tun was...für Hecken und Feldgehölze. Franckh-Kosmos, Stuttgart 1991, ISBN 3-440-06093-4.
- mit Richard Podloucky: Wir tun was...Frösche und Kröten. Franckh-Kosmos, Stuttgart 1991, ISBN 3-440-06095-0.
- mit Klaus Richarz: Wir tun was...für Fledermäuse. Franckh-Kosmos, Stuttgart 1991, ISBN 3-440-06098-5.
- mit Otto Aßmann: Werkbuch Naturbeobachtung: erkennen, dokumentieren, auswerten. Franckh-Kosmos, Stuttgart 1991, ISBN 3-440-06294-5.
- Das grosse Buch der Pferde. Parkland, Stuttgart 1991, ISBN 3-88059-435-X.
- mit Josef H. Reichholf: Wir tun was...für Insekten. Franckh-Kosmos, Stuttgart 1992, ISBN 3-440-06100-0.
- mit Josef H. Reichholf: Wir tun was...für Eidechsen und Schlangen. Franckh-Kosmos, Stuttgart 1992, ISBN 3-440-06099-3.
- mit Johannes-Christian Rost: Werkbuch Naturgarten. Franckh-Kosmos, Stuttgart 1992, ISBN 3-440-06331-3.
- In unserem Garten rührt sich was: Kinder erleben Tiere und Pflanzen. Naturbuch-Verlag, Augsburg 1993, ISBN 3-89440-101-X.
- mit Arno Kolb: Mein Garten. Rowohlt Verlag, Reinbek bei Hamburg 1995, ISBN 3-499-20758-3.
- mit Arno Kolb: Meine Schmetterlinge. Rowohlt Verlag, Reinbek bei Hamburg 1997, ISBN 3-499-20846-6.
- mit Roland Gerstmeier: Das Grosse Buch der Natur: Über 730 Tier- und Pflanzenarten. Tosa-Verlag, Wien 1997, ISBN 3-85001-693-7.
- Die Tiere unserer Heimat. ADAC-Verlag, München 1999, ISBN 3-87003-878-0.
- Die Pflanzen unserer Heimat. ADAC-Verlag, München 1999, ISBN 3-87003-879-9.

## Bemerkungen, Einzelnachweise
1. ↑  Erlebe den Steinbachhof in Oberreute / Allgäu und seine Bewohner. In: Schmid Oberreute. Abgerufen am 10. April 2020 (deutsch).
2. ↑  Kurzinfo auf ciao.de (Memento des Originals vom 21. November 2004 im Internet Archive)  Info: Der Archivlink wurde automatisch eingesetzt und noch nicht geprüft. Bitte prüfe Original- und Archivlink gemäß Anleitung und entferne dann diesen Hinweis.
3. ↑  Beispielsweise ab 1986 am AG-Konzept Ameisen der Grundschule Dresden Archivierte Kopie (Memento des Originals vom 2. Mai 2013 im Internet Archive)  Info: Der Archivlink wurde automatisch eingesetzt und noch nicht geprüft. Bitte prüfe Original- und Archivlink gemäß Anleitung und entferne dann diesen Hinweis.
4. ↑  Birke Steinbach. In: Schmid Oberreute. Archiviert vom Original (nicht mehr online verfügbar) am 9. August 2020; abgerufen am 10. April 2020 (deutsch).  Info: Der Archivlink wurde automatisch eingesetzt und noch nicht geprüft. Bitte prüfe Original- und Archivlink gemäß Anleitung und entferne dann diesen Hinweis.

| Personendaten    | Personendaten                                                   |
| ---------------- | --------------------------------------------------------------- |
| NAME             | Steinbach, Gunter                                               |
| KURZBESCHREIBUNG | deutscher Sachbuchautor und Herausgeber einer Naturführer-Serie |
| GEBURTSDATUM     | 30. Mai 1938                                                    |
| GEBURTSORT       | Allgäu                                                          |
| STERBEDATUM      | 14. August 2002                                                 |